# ماكس غرين
ماكس غرين (بالإنجليزية: Max Green)‏ هو مغني أمريكي، ولد في 15 ديسمبر 1984 في سينسيناتي في الولايات المتحدة.